# Ocytettix
Ocytettix is een geslacht van rechtvleugeligen uit de familie doornsprinkhanen (Tetrigidae). De wetenschappelijke naam van dit geslacht is voor het eerst geldig gepubliceerd in 1907 door Hancock.

## Soorten
Het geslacht Ocytettix  is monotypisch en omvat slechts de volgende soort:
- Ocytettix latihumerus (Hancock, 1907)